# Pidonia ludmilae
Pidonia ludmilae är en skalbaggsart som beskrevs av Holzschuh 1998. Pidonia ludmilae ingår i släktet Pidonia och familjen långhorningar. Inga underarter finns listade i Catalogue of Life.